# Macrosamanea
Genre
Macrosamanea est un genre de plantes à fleurs de la famille des Fabaceae.

## Liste d'espèces
Selon Tropicos (7 août 2018) (Attention liste brute contenant possiblement des synonymes) :
- Macrosamanea amplissima (Ducke) Barneby & J.W. Grimes
- Macrosamanea aquatica Pittier
- Macrosamanea basijuga (Ducke) Dugand
- Macrosamanea consanguinea (R.S. Cowan) Barneby & J.W. Grimes
- Macrosamanea discolor (Humb. & Bonpl. ex Willd.) Britton & Rose ex Britton & Killip
- Macrosamanea duckei (Huber) Barneby & J.W. Grimes
- Macrosamanea froesii Barneby & J.W. Grimes
- Macrosamanea kegelii (Meisn.) Kleinhoonte
- Macrosamanea longiflora (Benth.) Pittier
- Macrosamanea macrocalyx (Ducke) Barneby & J.W. Grimes
- Macrosamanea pedicellaris (DC.) Kleinhoonte
- Macrosamanea prancei (Barneby) Barneby & J.W. Grimes
- Macrosamanea pubiramea (Steud.) Barneby & J.W. Grimes
- Macrosamanea simabifolia (Spruce ex Benth.) Pittier
- Macrosamanea spruceana (Benth.) Killip